# Месье Кляйн
«Месье Кляйн» (фр. Monsieur Klein) — детективный драматический фильм 1976 года режиссёра Джозефа Лоузи с Аленом Делоном в главной роли. Действие картины разворачивается в вишистской Франции, и кафкианский сюжет посвящен парижскому арт-дилеру, который принят полицией за еврея с таким же именем и становится жертвой Холокоста, не сумев доказать своё происхождение.
Фильм является совместным производством Франции и Италии. Премьера состоялась на Каннском кинофестивале 1976 года. «Месьё Кляйн» получил всеобщее признание критиков и завоевал три премии «Сезар»: за лучший фильм, лучшую режиссуру (Джозеф Лоузи) и лучшие декорации (Александр Траунер). Ален Делон был номинирован как лучший актёр.

## Сюжет
Париж, январь 1942 года. Франция оккупирована нацистами. В больнице женщина средних лет проходит унизительный медицинский осмотр, в ходе которого врач констатирует её семитские корни. Соответствующее заключение будет направлено в префектуру полиции, что не сулит ничего хорошего, поскольку евреи подвергаются гонениям. На выходе из кабинета женщину встречает её муж, прошедший аналогичный осмотр, и она утверждает, что всё прошло хорошо.
Робер Кляйн, аполитичный арт-дилер, эльзасец по происхождению, католик по вере, ведёт роскошный образ жизни в шикарной парижской квартире со своей любовницей Жанин. В аукционном зале он наблюдает за продажей гобелена с изображением стервятника, украшенного многочисленными каббалистическими символами. Робер советует знакомой не покупать его, считая, что он принесёт несчастье. Не терзаясь угрызениями совести, Робер по дешёвке скупает произведения искусства и антиквариат у французских евреев, нуждающихся в деньгах для срочного выезда из Франции. У одного из них он приобретает «Портрет голландского дворянина» работы Адриана ван Остаде, согласившись заплатить 300 золотых луидоров — половину от запрошенной стоимости. Посетитель заявляет, что эта картина всегда была в его доме, а привез её из Голландии ещё его дед или прадед. Провожая визитёра, Робер обнаруживает под дверью газету «Еврейский вестник», который распространяют по подписке среди иудеев. Робер узнает, что существует его полный тёзка — живущий в париже еврей, которого разыскивает полиция и который пересылает ему свою почту, явно пытаясь разрушить его репутацию и сделать его мишенью для антисемитов. Робер сообщает о своем однофамильце в полицию, но главный комиссар по еврейскому вопросу подозревает, что он намерен скрыть свою собственную личность.
Занявшись расследованием, Роберт идет по следу своего тёзки, адрес которого он обнаруживает на газете под своим. Робер приходит в запущенную меблированную квартиру Кляйна на улице Аббатисс, которую он посещает под предлогом съёма жилплощади для друга. Он находит в квартире рекламу с адресом фотолаборатории, где получает от владельца, принявшего его за Кляйна, фотографию своего однофамильца на мотоцикле с коляской и с немецкой овчаркой. Роберт получает любовное письмо к Клейну от некой Флоранс и посещает роскошное загородное поместье в Иври-де-Батай (замок Экслимон), где встречается с большой семьей аристократов, возможно — еврейского происхождения. Робер спрашивает, не является ли друг Флоранс евреем. Флоранс так не думает; насколько она знает, Кляйн — атеист. Робер спрашивает, почему в таком случае он подписался на еврейскую газету. Флоранс отвечает, что он много читает. Она также упоминает, что Кляйн сравнивал Робера со стервятником. Флоранс говорит, что не может понять.почему Кляйн впутался в жизнь Робера. Робер полагает, что его двойник хотел спрятаться и исчезнуть за другим человеком. Ночью он видит, как Флоранс обнимается с мужчиной, который затем уезжает на мотоцикле с коляской. Робер угрожает пойти в полицию и хочет узнать, что него хочет его тёзка. Флоранс обещает помочь,
Когда арт-дилеру не удается найти другого Кляйна, власти требуют от него доказательства того, что в его роду не было евреев. Чтобы получить метрики о предках по материнской и отцовской линии, он приезжает к своему престарелому отцу-колясочнику, живущему в Страсбурге. Он утверждает, что в поисках документов им движет ностальгия, но отец не верит, и Робер вынужден признаться, что должен доказать префектуре полиции своё происхождение. Старик категорически заявляет, что Клейны — французы и католики со времен Людовика XIV, но упоминает также голландскую ветвь Кляйнов, о которой он не хочет рассказывать. Робер с помощью своего друга и адвоката Пьера заказывает католическую метрику своей бабушки родом из Алжира.
Робер и Жанин посещают кабаре, где показывают антисемитскую постановку (на сцене частью декора является постер нацистского пропагандистского фильма «Еврей Зюсс». По настоянию расстроенной Жанин Робер покидает представление. После спектакля в ресторане посыльный обходит клиентов, пытаясь найти мсье Кляйна.
Робер является на улицу Абатисс и вопреки возражением консьержки намеревается переночевать в квартире. Он расспрашивает консьержку о девушке Кляйне Изабель. В шкафу он находит женский белый сапог, в которых выступали танцовщицы кабаре. В квартире непрерывно звонит телефон. Робер переписывает в записную книжку номер телефона в квартире Кляйна. В кабаре Робер узнаёт, что в труппе нет артисток по имени Изабель. Одна из участниц труппы Лола опознаёт девушку как Китти, которая здесь не работает уже несколько месяцев, но была недавно замечена в спецовке на станции метро Балар, когда шла на работу.
Робер приходит на станцию метро и подкарауливает толпу заводских работниц. Он показывает фото, и девушку опознают как Франсуазу, работающую в цеху детонаторов. Полиция изымает из квартиры Робера произведения искусства. У него конфисковано удостоверение личности и машина, а всё потому, что метрика бабушки из Алжира ещё не прибыла. Робер запрещает полиции забирать портрет голландского дворянина. Он заявляет, что не хочет, чтобы его принимали за другого. Следователь отмечает, что сам Робер заострил внимание на этом случае и подозревает, что Робер хочет укрыться. Пьер выясняет, что Франсуаза больше не появлялась на заводе, а адрес, который она оставила, оказался фальшивым. У газетного киоска Робер замечает брошенную немецкую овчарку, которая начинает следовать за ним. Он безуспешно пытается прогнать животное. Робер приходит к выводу что ранее собака принадлежала Кляйну. Жанин собирает вещи и уходит от Робера. В газете Робер находит заметку о пятерых диверсантах, которые собирались взорвать половину Парижа. В морге он осматривает тело одного из них.
В разграбленной квартире Робера Пьер говорит, что знает, куда обратиться за хорошим фальшивым паспортом и где получить визу. C липовыми документами, которые ему подогнал Пьер, Робер садится на поезд из Парижа в Марсель. Пьер сообщает, что продал его квартиру за 500 тысяч франков. На вокзале Робера провожает Жанин, и он просит позаботиться об овчарке, оставленной Пьеру.
В купе поезда Робер начинает разговор с женщиной, сидящей напротив него, называя её Франсуазой, Киттти или Изабель. Она отвечает, что её зовут Натали, и он обознался. Он заявляет, что у них есть общий друг Робер с улицы Абаттисс. Она действительно знает Робера, в которого влюблена консьержка. Робер немедленно возвращается назад в Париж, желая как никогда встретиться с человеком, который превратил его в жертву, но одновременно и очаровал его. Робер дозванивается до Кляйна по телефону. Придя на встречу, он наблюдает из засады, как по наводке Пьера, защищающего Робера, полиция арестовывает Кляйна.
На следующий день Робера задерживают во время облавы, напоминающей облаву «Вель д’Ив», и привозят на стадион, временно превращенный в транзитный лагерь, где проходит сортировка евреев по фамилиям. На трибуне появляется Пьер и кричит, что католическое свидетельство о крещении его бабушки наконец-то прибыло из Алжира. В громкоговорителях звучит имя «Робер Кляйн». Человек, которого показывают со спины, поднимает руку в знак своей идентификации и исчезает в подземном переходе. Толпа тащит Робера к платформе вокзала, но он говорит Пьеру, что ещё вернётся. Робер оказывается в одном вагоне с евреем, у которого когда-то приобрел картину голландского живописца. Двери закрываются, и поезд отправляется в Освенцим.

## В ролях
- Ален Делон — Робер Кляйн
- Жанна Моро — Флоранс
- Майкл Лонсдейл — Пьер
- Франсин Берже[фр.] — Николь
- Жюльет Берто — Жанин
- Массимо Джиротти — Шарль
- Луи Сенье — отец Кляйна
- Жан Буиз — продавец
- Сюзанн Флон — консьержка

## Производство
Разрабатывая тему для фильма об оккупации Франции, сценаристы Франко Солинас и Коста-Гаврас нашли источник вдохновения в известном документальном фильме «Печаль и жалость» (1969) Марселя Офюльса, представляющем собой свидетельства жителей французского городка Клермон-Феррана, которые вынуждены были приспосабливаться к новой жизни при вишистском режиме. Торговец из Клермона по имени Мариус Кляйн во время Второй мировой войны опубликовал объявление в местной газете, информирующее о том, что его имя и фамилия не еврейские и что он является католиком.
Коста-Гаврас, написавший вместе с Франко Солинасом первую версию сценария, собирался снимать фильм с Жан-Полем Бельмондо в главной роли. Но конфликт продюсеров и травма Бельмондо привели к отмене проекта. Когда интерес к главной роли проявил Ален Делон, Коста-Гаврас предпочёл уйти. Делон хотел сам продюсировать фильм и уговорил Джозефа Лоузи, с которым они уже совместно работали над фильмом «Убийство Троцкого» в 1972 году, выступить в роли режиссёра. Лоузи переработал сценарий вместе с Солинасом, сделав его более насыщенным событиями, и добавил эпизод с антисемитским спектаклем.

## Восприятие

### Символизм и аллюзии
Хотя Джозеф Лоузи и включил в фильм исторические элементы (например, печально известную облаву «Вель д’Ив»), «Месье Кляйн» выходит за рамки реконструкции жизни и положения евреев при режиме Виши. Некоторые критики подчеркнули связь фильма с произведениями австрийского писателя Франца Кафки, такими, как «Превращение», повествующее о внезапном превращении человека в огромное мерзкое насекомое; «Замок», описывающий поиск собственной идентичности посредством познания «другого»; «Процесс», в котором обвиняемый становится изгоем общества.
По словам Винсента Кэнби, создатели фильма «не так заинтересованы в развитии сюжета, как в вопросах идентичности и одержимости»

### Оценки
На сайте-агрегаторе рецензий Rotten Tomatoes фильм имеет рейтинг одобрения 100 % на основе 18 обзоров.

### Награды и номинации
Фильм был номинирован на «Золотую пальмовую ветвь» Каннского кинофестиваля 1976 года, но проиграл «Таксисту» Мартина Скорсезе. «Месьё Кляйн» получил семь номинаций на 2-й церемонии вручения наград премии «Сезар» и победил в трёх категориях. Картина удостоилась премии «Сезар» как лучший фильм, а Лоузи — как лучший режиссёр. Александр Траунер получил «Сезар» за лучшую работу художника-постановщика. Ален Делон был номинирован на премию «Сезар» за лучшую мужскую роль.
| Награда                | Категория               | Номинант          | Результат |
| ---------------------- | ----------------------- | ----------------- | --------- |
| Каннский кинофестиваль | Золотая пальмовая ветвь | Джозеф Лоузи      | Номинация |
| Премия «Сезар»         | Лучший фильм            | Джозеф Лоузи      | Победа    |
| Премия «Сезар»         | Лучший режиссёр         | Джозеф Лоузи      | Победа    |
| Премия «Сезар»         | Лучший актёр            | Ален Делон        | Номинация |
| Премия «Сезар»         | Лучшая работа оператора | Джерри Фишер      | Номинация |
| Премия «Сезар»         | Лучший монтаж           | Анри Ланоэ        | Номинация |
| Премия «Сезар»         | Лучшие декорации        | Александр Траунер | Победа    |
| Премия «Сезар»         | Лучший звук             | Жан Лабюсьер      | Номинация |

## Критика
Алексей Тютькин отмечает, что в этом фильме зрители увидели незнакомое им ранее амплуа Алена Делона. Здесь он не играет лихого парня, в этом фильме «можно открыть для себя нового Делона…, срывая с него заскорузлую корку клише, и достигая самого сердца пронзительного звучания роли».